# Vetenskapsåret 1858

## Händelser

### Arkeologi
- Okänt datum -  Alexander Henry Rhind finner i Luxor i Egypten den s.k. Rhindpapyrusen från 1650 f.Kr.

### Astronomi
- Okänt datum - Donatis komet siktas för första gången [1].

### Biologi
- 1 juli - Charles Darwin och Alfred Russel Wallace lägger fram uppsatser om evolutionsteorin inför Linnean Society of London.

### Matematik
- Okänt datum - Möbiusband upptäcks av matematikerna August Ferdinand Möbius och Johann Benedict Listing, oberoende av varandra.[2][3][4]

## Pristagare
- Copleymedaljen: Charles Lyell, brittisk geolog.
- Rumfordmedaljen: Jules Jamin, fransk fysiker.
- Wollastonmedaljen: James Hall, amerikansk geolog och paleontolog. [5]

## Födda
- 23 april - Max Planck (död 1947), tysk teoretisk fysiker.
- 30 april - John Sebelien (död 1932), norsk lantbrukskemist.
- 27 augusti - Giuseppe Peano (död 1932), italiensk matematiker.

## Avlidna
- 10 juni - Robert Brown (född 1773), brittisk botaniker.
- 8 november - George Peacock (född 1791), engelsk matematiker.
- 16 december - Richard Bright (född 1789), engelsk läkare.

### Fotnoter
1. ↑  Så funkar universum, James Muirden
2. ↑  Pickover, Clifford A. (2006). The Möbius Strip: Dr. August Möbius's Marvelous Band in Mathematics, Games, Literature, Art, Technology, and Cosmology. Thunder's Mouth Press. ISBN 1560258268
3. ↑  Herges, Rainer (6 mars 2005). ”Möbius, Escher, Bach – Das unendliche Band in Kunst und Wissenschaft”. Naturwissenschaftliche Rundschau:  ss. 301–310. ISSN 0028-1050.
4. ↑   Lynch on Lynch. London. 1997. sid. 231
5. ↑  ”Geological Society”. Arkiverad från originalet den 5 juni 2011. https://web.archive.org/web/20110605102217/http://www.geolsoc.org.uk/gsl/society/history/page750.html. Läst 13 april 2011.